# Viljana
Viljana je žensko osebno ime.

## Izvor imena
Ime Viljana je ženska oblika moškega osebnega imena Viljem oziroma ženskega osebnega imena Vilma.

## Pogostost imena
Po podatkih Statističnega urada Republike Slovenije je bilo na dan 31. decembra 2007 v Sloveniji število ženskih oseb z imenom Viljana: 14.

## Osebni praznik
Osebe z imenom Viljana lahko godujejo skupaj z Viljemom oziroma Vilmo.